# 2011年列日袭击案
2011年列日袭击案是2011年12月13日发生于比利时列日的大规模谋杀案件。
33岁的袭击者努尔丁·阿姆拉尼（Nordine Amrani）于圣朗贝尔广场向人群投擲手榴弹並以比利时制的FN FAL自动步枪向人群掃射，最終杀死5人，并造成123人受伤，其中7人重伤。死者中包括一名18个月的婴儿、一名17岁少女、一名15岁男孩、一名20岁男子、一名75岁的老太太以及凶手自己。凶手最终在犯罪现场自杀。兇手於當日早些時候已在家中謀殺了一個女人。
比利时国王、王后和首相案发后前往列日慰问遇难者家属。

## 袭击
袭击事件发生于当地时间2011年12月13日中午12時30分（協調世界時早上11時30分），地点是圣朗贝尔广场。凶手从家里携带武器，在圣朗贝尔广场附近爬上一个面包屋屋顶开枪并向广场附近公交站投掷3颗手榴弹。当时，圣朗贝尔广场正在举行圣诞市集，人潮很多。起初，有人认为有两个或两个以上的袭击者。

## 凶手
凶手阿姆拉尼於1978年11月15日出生在布鲁塞尔首都大区伊克塞勒市，是一位操法語、有摩洛哥血統的焊接工。阿姆拉尼的律師指阿姆拉尼不會講阿拉伯語，亦不是穆斯林。
阿姆拉尼此前于2008年9月因被判监禁58个月，罪名是藏有9500个枪支零部件和包括火箭发射器、突击步枪、狙擊步枪在內等武器以及2,800株大麻草，懷疑有罪案企圖。他於2010年10月刑滿出獄。當地警方亦於較早前就一宗懷疑性騷擾案件傳召他接受問話，日期正是這次襲擊發生當日。
阿姆拉尼於犯案前將銀行帳戶內的錢轉到他女友的銀行帳戶。襲擊當日的早上，他在自己的寓所內强奸并殺害了一名45歲的女子。受害人是阿姆拉尼鄰居的清潔工，凶手以为其介绍工作为幌子将其骗至家中，并将其杀害。阿姆拉尼掩屍後便揹着一個裝着武器的背包前往市中心。

## 反应

### 国内
列日市市长维利·德梅耶谴责这次袭击，他说这个袭击事件已经“在这座城市中播下了悲痛”。
比利时首相埃利奥·迪吕波视察了现场，并形容为“可怕”的攻击。他补充说，“没有其他词可以更好地形容这场惨剧了。我们缅怀无辜的受害者……整个国家为之悲痛。”

### 国际
国际上表达慰问的政府有澳大利亚、 爱沙尼亚、 拉脱维亚、 立陶宛、 卢森堡、 新加坡和英国。